# Delphine de Vigan
Delphine de Vigan (ur. 1 marca 1966 w Boulogne-Billancourt) – francuska pisarka.
Jej pierwsza powieść, Jours sans faim (Dni bez głodu), została wydana w 2001 (wydawnictwo Grasset), pod pseudonimem Lou Delvig. Jest to dzieło autobiograficzne opowiadające o walce z anoreksją w wieku 19 lat.
Jej czwarta powieść No et moi (No i ja), wydana w 2007, opowiada o wybitnie uzdolnionej nastolatce, która niesie pomoc młodej bezdomnej osobie. Książka otrzymała nagrodę Rotary i Prix des libraires (Nagroda księgarzy). Została przetłumaczona na ponad dwadzieścia języków, i przygotowywana jest jej filmowa adaptacja.
W 2008 roku, Delphine Le Vigan uczestniczyła w publikacji zbioru pt. Sous le manteau (Spod lady), zawierającego erotyczne pocztówki z lat dwudziestych XX wieku (tzw. années folles).
W listopadzie 2009, z okazji Targów Książki w Krakowie, jej powieść Les Heures souterraines otrzymała polską wersję Nagrody Goncourtów. W 2016 została Oficerem Orderu Sztuki i Literatury.

## Publikacje
- Jours sans faim, 2001 (Grasset) (pod pseudonimem Lou Delvig)
- Les Jolis Garçons, 2005 (Jean-Claude Lattès)
- Un soir de décembre, 2005 (Jean-Claude Lattès)
- No et moi, 2007 (Jean-Claude Lattès), wyd. polskie : No i ja, Wydawnictwo Sonia Draga, 2011
- Sous le manteau, 2008 (współautorka, Flammarion)
- Les Heures souterraines, 2009 (Jean-Claude Lattès), wyd. polskie : Ukryte godziny, Wydawnictwo Sonia Draga, 2010
- Rien ne s'oppose à la nuit, 2011 (Jean-Claude Lattès), wyd. polskie : Nic nie oprze się nocy, Wydawnictwo Sonia Draga, 2012
- D'après une histoire vraie, 2015 (Jean-Claude Lattès), wyd. polskie : Prawdziwa historia, Wydawnictwo Sonia Draga, 2016. Zobacz też: Prawdziwa historia (film 2017 roku)
- Les Loyautés, 2018, wyd. polskie : Lojalność, Wydawnictwo Sonia Draga, 2019
- Les Gratitudes, 2019, wyd. polskie : Wdzięczność, Wydawnictwo Sonia Draga, 2020